# Edward Oliver LeBlanc
Edward Oliver LeBlanc (3 de octubre de 1923 - 29 de octubre de 2004) fue un político de Dominica.
Nació en Veille Case y se unió al Partido Laborista de Dominica en 1957. Se unió al gobierno de la Federación de las Indias Occidentales en Trinidad en 1960, pero retornó después a Dominica ese mismo año para ser líder de su partido. Se ganó un escaño en la Asamblea Legislativa en 1961.
Fungió como Ministro Jefe de Dominica desde enero de 1961 hasta el 1 de marzo de 1967. En marzo de 1967, cuando los británicos concedieron al país mayor autonomía, LeBlanc se convirtió en primer ministro.
LeBlanc intentó implementar políticas socialistas en Dominica. 
Fue condecorado con el Premio de Honor Dominica.